# Биргит Ъйгемеел
Бѝргит Ъ̀йгемеел (род. 24 септември 1988 в Кохила, Естония) е естонска певица.
Тя е победителка в първия сезон на естонската версия на „Мюзик айдъл“ Eesti otsib superstaari. През 2007 г. печели награда на италианския културен фестивал L'Ulivo d'Oro (в превод: Златната маслина).
Биргит Ъйгемеел участва и в професионални театрални продукции: през 2007 г. играе ролята на Силвия в постановката „Двамата джентълмени от Верона“ (написана от Уилям Шекспир и режисирана от естонския актьор и режисьор Лембит Петерсон). В театър „Ванемуйне“ играе редица поддържащи роли, както и главна роля в мюзикъла „Звукът на музиката“.
Представя Естония на „Евровизия 2013“.